# Rhoda Garrett
Rhoda Garrett (28 de marzo de 1841 - 22 de noviembre de 1882)  fue una sufragista y diseñadora de interiores inglesa.

## Infancia y educación
Rhoda Garrett nació el 28 de marzo de 1841 en Elton, Derbyshire,(Reino Unido) hija de Elizabeth Henry Pillcock y el reverendo John Fisher Garrett, falleciendo su madre siendo Garrett muy joven. Su padre volvió a casarse al poco tiempo.
Se considera que su segunda esposa "prácticamente echó a los hijos de su predecesora de la casa para que se las arreglaran por sí mismos".  Garrett peleó por mantener a sus hermanos y hermanas menores y a sí misma luchando en medio de la miseria y la enfermedad. La media hermana pequeña de Rhoda era Amy Garrett Badley, y su medio hermano era Fydell Edmund Garrett. Sus primas segundas, las hermanas  Millicent Fawcett y Agnes Garrett, fueron reconocidas activistas por el sufragio femenino, así como Elizabeth Garrett Anderson, la primera mujer británica en obtener el título de médica y cirujana. 

## Trayectoria
Garrett se  trasladó a Londres en 1867, junto con su prima, Agnes Garret, con la esperanza de formarse como arquitectas, siendo conscientes de las dificultades que tendrían como mujeres para lograr su sueño. Finalmente, fueron aceptadas como aprendices durante casi dos años en el estudio del arquitecto londinense John McKean Brydon. Más tarde, ambas diseñaron los interiores del Hospital de Mujeres Elizabeth Garrett Anderson en Euston Road, Londres. 
En 1874, Rhoda y Agnes Garrett crearon la primera empresa de diseño de interiores en Reino Unido dirigida por mujeres.   R & A Garrett se inauguró  a mediados de 1874, en un local  próximo a la estación de Baker Street,
En 1876, ambas escribieron Sugerencias para la decoración del hogar,publicado en la revista 'Art at Home', revista especializada  en decoración, tendencias para el hogar, manualidades, etc. El artículo estaba ilustrado con grabados de muebles y habitaciones, probablemente de su propia casa en Gower Street, que también era su local comercial.  En la Casa Standen, modelo de vivienda Arts and Craftsse  pueden encontrar ejemplos de muebles diseñados por las Garrett, entre los que se incluyen un diván y reposapiés con sus características patas en forma de cuña. Algunos de estos muebles se ilustran en Sugerencias para la decoración del hogar .
R & A Garrett también decoró la casa de Elizabeth Garrett Anderson, prima de Rhoda  Garret, en el elegante West End de Londres, a la que ella y su marido Skelton se habían mudado en junio de 1874. 

## Muerte temprana
En 1982 Rhoda Garrett murió a los 41 años de edad por bronquitis y fiebre tifoidea en su casa de Londres, casa que ella y su prima Agnes Garret habían compartido. Elizabeth Garrett Anderson firmó su certificado de defunción. Fue enterrada en el cementerio de Rustington, donde los primos tenían una casa. 